# Diego Martínez (argentyński piłkarz)
Diego Hernán Martínez (ur. 16 listopada 1978 w Buenos Aires) – argentyński piłkarz występujący na pozycji defensywnego pomocnika, trener piłkarski, od 2025 roku prowadzi paragwajski Cerro Porteño.